# Eustreptospondyle
Eustreptospondyle, Eustreptospondylinae - podrodzina dinozaurów drapieżnych z rodziny megalozaurów.

## Wielkość
Średniej wielkości teropody.
- Eustreptospondyl - do 7 m długości

## Pożywienie
Prawdopodobnie drapieżniki.

## Występowanie
- Europa (dzisiejsza Anglia)- Eustreptospondyl, okres jury.

## Systematyka
Klasyfikacja rodziny megalozaurów w obrębie podrzędu teropodów jest niepewna. Prawdopodobnie należy zaliczyć je do grupy karnozaurów razem z Allozaurami.

## Rodzaje
- streptospondyl
- ? piwetozaur
- eustreptospondyl
- piatnickizaur